# Krueng Tho
Krueng Tho is een bestuurslaag in het regentschap Aceh Jaya van de provincie Atjeh, Indonesië. Krueng Tho telt 455 inwoners (volkstelling 2010).